# Trun (Orne)
Pour les articles homonymes, voir Trun.
Trun est une commune française située dans le département de l'Orne en région Normandie, peuplée de 1 183 habitants au dernier recensement de 2021.

## Géographie

### Communes limitrophes
Le territoire de la commune est limitrophe de ceux de sept communes :
| Louvières-en-Auge    | Montreuil-la-Cambe | Écorches                   |
| Fontaine-les-Bassets | Trun               | Écorches, Neauphe-sur-Dive |
| Coulonces            | Tournai-sur-Dive   | Neauphe-sur-Dive           |

### Hydrographie
La commune est située dans le bassin Seine-Normandie. Elle est drainée par la Dives, le Foulbec, un bras de la Dives, le cours d'eau 03 du Grand Village et le ruisseau Merdret de,,.
La Dives, d'une longueur de 105 km, prend sa source dans la commune de Gouffern en Auge et se jette  dans la baie de Seine en limite de Cabourg et de Dives-sur-Mer, après avoir traversé 34 communes. Les caractéristiques hydrologiques de la Dives sont données par la station hydrologique située sur la commune de Saint-Ellier-les-Bois. Le débit moyen mensuel est de 0,466 m3/s. Le débit moyen journalier maximum est de 10,3 m3/s, atteint lors de la crue du 28 décembre 1999. Le débit instantané maximal est quant à lui de 13,6 m3/s, atteint le 25 mars 2001.

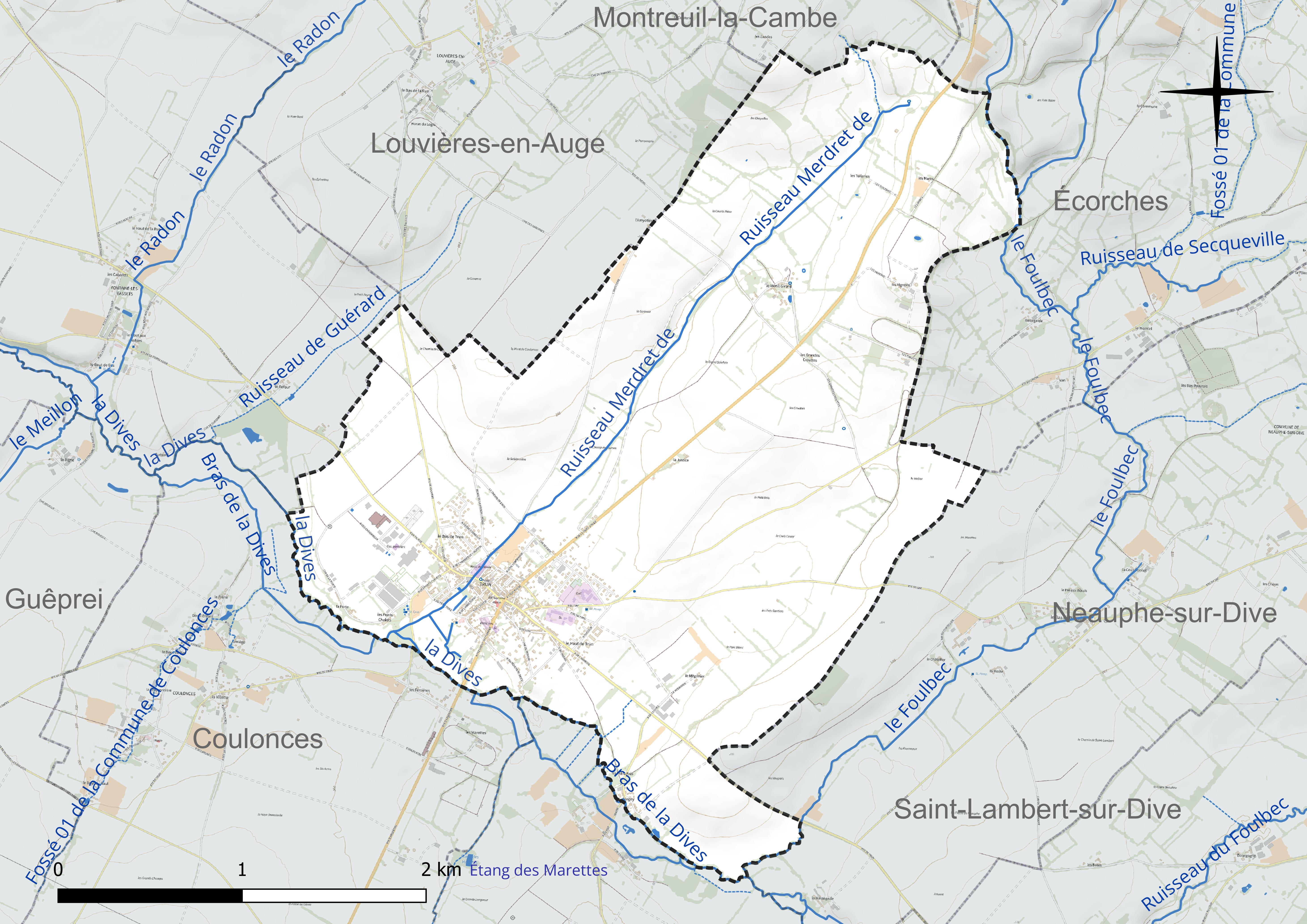
Réseau hydrographique de Trun.

### Climat
Pour des articles plus généraux, voir Climat de la Normandie et Climat de l'Orne.
En 2010, le climat de la commune est de type climat océanique altéré, selon une étude du CNRS s'appuyant sur une série de données couvrant la période 1971-2000. En 2020, Météo-France publie une typologie des climats de la France métropolitaine dans laquelle la commune est exposée à un climat océanique et est dans la région climatique Normandie (Cotentin, Orne), caractérisée par une pluviométrie relativement élevée (850 mm/a) et un été frais (15,5 °C) et venté. Parallèlement le GIEC normand, un groupe régional d’experts sur le climat, différencie quant à lui, dans une étude de 2020, trois grands types de climats pour la région Normandie, nuancés à une échelle plus fine par les facteurs géographiques locaux. La commune est, selon ce zonage, exposée à un « climat des plateaux abrités », correspondant à la plaine agricole de Caen à Falaise, sous le vent des collines de Normandie et proche de la mer, se caractérisant par une pluviométrie et des contraintes thermiques modérées.
Pour la période 1971-2000, la température annuelle moyenne est de 10,5 °C, avec une amplitude thermique annuelle de 12,8 °C. Le cumul annuel moyen de précipitations est de 671 mm, avec 11,9 jours de précipitations en janvier et 7,5 jours en juillet. Pour la période 1991-2020, la température moyenne annuelle observée sur la station météorologique la plus proche, située sur la commune d'Argentan à 12 km à vol d'oiseau, est de 11,1 °C et le cumul annuel moyen de précipitations est de 691,9 mm,. Pour l'avenir, les paramètres climatiques de la commune estimés pour 2050 selon différents scénarios d’émission de gaz à effet de serre sont consultables sur un site dédié publié par Météo-France en novembre 2022.

## Urbanisme

### Typologie
Au 1er janvier 2024, Trun est catégorisée bourg rural, selon la nouvelle grille communale de densité à sept niveaux définie par l'Insee en 2022.
Elle est située hors unité urbaine. Par ailleurs la commune fait partie de l'aire d'attraction d'Argentan, dont elle est une commune de la couronne,. Cette aire, qui regroupe 50 communes, est catégorisée dans les aires de moins de 50 000 habitants,.

### Occupation des sols

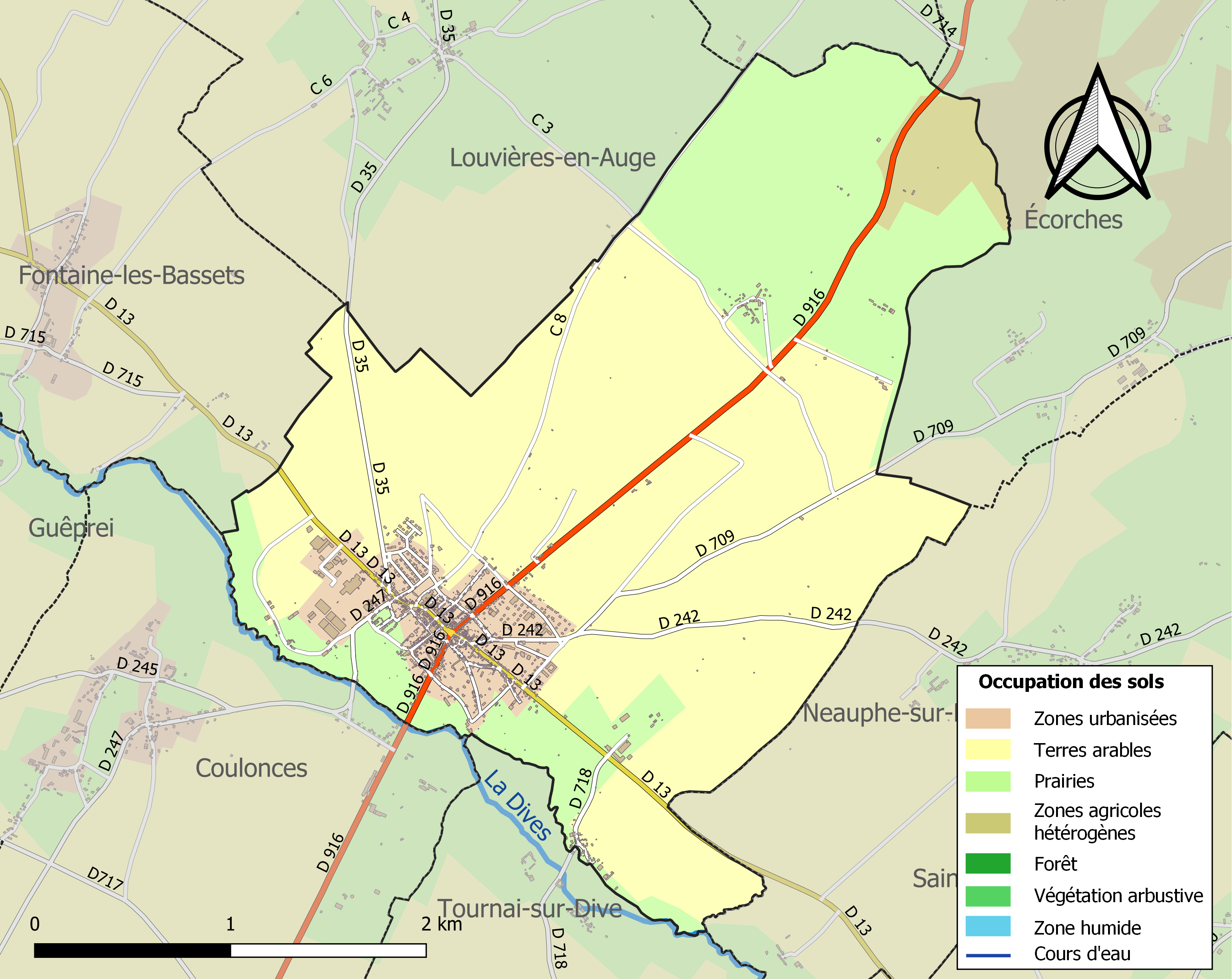
Carte des infrastructures et de l'occupation des sols de la commune en 2018 (CLC).

L'occupation des sols de la commune, telle qu'elle ressort de la base de données européenne d’occupation biophysique des sols Corine Land Cover (CLC), est marquée par l'importance des territoires agricoles (92,1 % en 2018), une proportion sensiblement équivalente à celle de 1990 (92,7 %). La répartition détaillée en 2018 est la suivante : 
terres arables (61,3 %), prairies (27,8 %), zones urbanisées (7,9 %), zones agricoles hétérogènes (3 %). L'évolution de l’occupation des sols de la commune et de ses infrastructures peut être observée sur les différentes représentations cartographiques du territoire : la carte de Cassini (XVIIIe siècle), la carte d'état-major (1820-1866) et les cartes ou photos aériennes de l'IGN pour la période actuelle (1950 à aujourd'hui).
La commune est dotée d'un Plan Local d' Urbanisme .

### Habitat et logement
En 2020, le nombre total de logements dans la commune était de 671, alors qu'il était de 676 en 2015 et de 625 en 2010. Parmi ces logements, 80,2 % étaient des résidences principales, 4,0 % des résidences secondaires et 15,8 % des logements vacants. Ces logements étaient pour 79,2 % d'entre eux des maisons individuelles et pour 20,8 % des appartements. Le tableau ci-dessous présente la typologie des logements à Trun en 2020 en comparaison avec celle de l'Orne et de la France entière. Une caractéristique marquante du parc de logements est ainsi la faible proportion des résidences secondaires et logements occasionnels (4,0 %) par rapport au département (10,6 %) et à la France entière (9,7 %). 
| Typologie                                               | Trun | Orne | France entière |
| ------------------------------------------------------- | ---- | ---- | -------------- |
| Résidences principales (en %)                           | 80,2 | 78,4 | 82,1           |
| Résidences secondaires et logements occasionnels (en %) | 4,0  | 10,6 | 9,7            |
| Logements vacants (en %)                                | 15,8 | 11,1 | 8,2            |

## Toponymie
Le nom de la localité est attesté sous les formes Trun en 1059, Tram en 1063, apud Trunum en 1338.
Le toponyme serait issu de l'anthroponyme latin Trunnius.
Le linguiste François Falc'hun explique trun par un mot gaulois dont l'équivalent gallois est trwyn, en toponymie « cap, promontoire », une hauteur escarpée au nord-est de Trun, le mont Ormel[réf. nécessaire].
Le gentilé est Trunois.

## Histoire
Roger de Montgomeri donne le bourg de Trun à l'abbaye de Saint-Étienne, charte qui sera confirmée par Guillaume le Conquérant le 13 septembre 1077. Il autorise le passage du chemin carrossable par le bourg de Trun. Cette nouvelle voie qui traverse le bourg alors que la voie romaine le contournait, devient la Grande Rue, laquelle voit s'installer de nombreuses auberges le long de son parcours.
À la fin du XIIe siècle, vers 1180, les habitants du bourg de Trun, les bourgeois, prennent l'initiative de créer un Hôtel-Dieu, en réalité un asile pour isoler les miséreux.
Les dons vont être nombreux, en argent en terre ou en nature et susciter des convoitises.
En 1595, le roi Henri IV prétend que cet hospice appartient au pouvoir royal et fait nommer le sieur Isaac Simonnet comme administrateur, ce qui ne plaît pas aux habitants dqui répliquent en nommant un autre administrateur en la personne de François Boitard. Soixante-dix ans plus tard, l'affaire recommence avec Louis XIV qui fait nommer Jacques Godard et la nomination, en riposte, par les habitants, de Thomas Dudouyt, avocat à Trun. Mais cette fois l'affaire va en justice. En effet, Godard a assigné Dudouyt. Il en résulte un très long procès qui se conclut par la reconnaissance des bourgeois de Trun par le roi.
Pendant la Révolution, le bourg connaît plusieurs révoltes liées à la famine consécutive à la pénurie d'approvisionnement des halles en blé.
Cette halle aux grains existait au milieu de la place principale avec deux autres, une halle pour les boulangers et une pour les merciers, construites à la fin du Moyen Âge par l'abbaye de Saint-Étienne de Caen pour relancer le commerce après la guerre de cent Ans. Les petites halles ont été détruites en 1855 et la grande en 1895.
Le territoire est libéré de l'occupation nazie par les alliés entre le dimanche 13 août 1944 et le samedi 19 août 1944. Les dommages sont importants : 135 maisons d'habitation ont été totalement détruites et 80 endommagées de 30 à 70 %, 6 immeubles agricoles ont été détruits et 40 endommagés, 3 immeubles commerciaux ont été détruits et 10 endommagés, 8 services publics ont été détruits dont la mairie, la poste, la salle des fêtes et l'école des filles, et 10 endommagés.

## Politique et administration

### Administration municipale
Le conseil municipal est composé de quinze membres dont le maire et trois adjoints.

### Jumelages
Fajsz (Hongrie) depuis 2002.

## Équipements et services publics

### Eau et déchets
Le service de distribution d'eau potable a été délégué par la commune à l'entreprise  Groupe Saur dans le cadre d'un contrat de délégation de service public.
L'alimentation en eau potable est assuré par le SIAEP de la région de Trun qui regroupe les six communes Trun, Aubry-en-Exmes, Tournai-sur-Dive, Saint-Lambert-sur-Dive, Neauphe-sur-Dive et Villedieu-les-Bailleul.
La collecte des ordures ménagères et des emballages est assurée par le sitcom de la région d'Argentan.

### Espaces publics
Le champ de foire est le principal espace public sur lequel se trouvent une aire de jeu pour les enfants, un City stade, un terrain de pétanque, et également la médiathèque, la salle des secouristes, la salle du club des aînés ainsi qu'une salle de billard.
Le stade Marcel-Lebailly est équipé d'un terrain de football ainsi que de deux courts de tennisnommés Pierre-Bréhier.
Le plan d'eau situé près de l'église est un espace public ouvert.
La commune est dotée d'une salle omnisports ainsi que du dojo nommé Cyril-Jonard.

### Enseignement
Les Trunois disposent de l'école publique maternelle et primaire Thomas-Pesquet, de l'école privée maternelle et primaire de la Sainte-Famille, du collège André-Malraux.

### Postes et télécommunications
La commune dispose d'une agence postale située place du Canada.

### Santé
La commune dispose de trois médecins, deux cabinets d'infirmiers, un kinésithérapeute, un ostéopathe et un pédicure podologue. La pharmacie compte trois pharmaciens diplômés.

### Justice, sécurité, secours et défense
La commune dépend de la communauté de brigades d'Argentan.
Elle dispose d'un centre de secours et a signé avec le departement une convention de mise à disposition des employés communaux qui sont pompiers.

Trun est dans le ressort de la Cour d' appel de Caen.

## Population et société

### Démographie
L'évolution du nombre d'habitants est connue à travers les recensements de la population effectués dans la commune depuis 1793. Pour les communes de moins de 10 000 habitants, une enquête de recensement portant sur toute la population est réalisée tous les cinq ans, les populations de référence des années intermédiaires étant quant à elles estimées par interpolation ou extrapolation. Pour la commune, le premier recensement exhaustif entrant dans le cadre du nouveau dispositif a été réalisé en 2007.
En 2022, la commune comptait 1 183 habitants, en évolution de −6,92 % par rapport à 2016 (Orne : −3,21 %, France hors Mayotte : +2,11 %).
Trun a compté jusqu'à 1 672 habitants en 1866.
| 1793  | 1800  | 1806  | 1821  | 1836  | 1841  | 1846  | 1851  | 1856  |
| ----- | ----- | ----- | ----- | ----- | ----- | ----- | ----- | ----- |
| 1 516 | 1 458 | 1 643 | 1 488 | 1 574 | 1 578 | 1 566 | 1 578 | 1 516 |

| 1861  | 1866  | 1872  | 1876  | 1881  | 1886  | 1891  | 1896  | 1901  |
| ----- | ----- | ----- | ----- | ----- | ----- | ----- | ----- | ----- |
| 1 626 | 1 672 | 1 616 | 1 632 | 1 617 | 1 628 | 1 438 | 1 570 | 1 550 |

| 1906  | 1911  | 1921  | 1926  | 1931  | 1936  | 1946  | 1954  | 1962  |
| ----- | ----- | ----- | ----- | ----- | ----- | ----- | ----- | ----- |
| 1 436 | 1 383 | 1 157 | 1 150 | 1 162 | 1 124 | 1 289 | 1 338 | 1 337 |

| 1968  | 1975  | 1982  | 1990  | 1999  | 2006  | 2007  | 2012  | 2017  |
| ----- | ----- | ----- | ----- | ----- | ----- | ----- | ----- | ----- |
| 1 378 | 1 344 | 1 339 | 1 230 | 1 307 | 1 322 | 1 325 | 1 308 | 1 245 |

| 2022  | - | - | - | - | - | - | - | - |
| ----- | - | - | - | - | - | - | - | - |
| 1 183 | - | - | - | - | - | - | - | - |

### Manifestations culturelles et festivités
La Foire aux oignons se tient tous les ans le dernier week-end de septembre.

### Sports et loisirs
Plusieurs clubs de sports sont proposés aux Trunois : badminton club de Trun, judo club, vélo sport trunois, USATT club de football évoluant en Nationale 2, golf du Bief (parcours de 18 trous en bord de Dive.

### Vie associative
Outre les activités municipales (école municipale de musique, école de peinture, club des anciens...), les Trunois gèrent de nombreuses associations : Le Devon Trunois, la chorale « L'Écho de Trun », le club de scrabble...
L'association « Vie et Partage » se charge de l'animation à l'Ehpad.

### Cultes
Le territoire de la commune dépend de la paroisse catholique saint-Maximilien Kolbe au sein du « pôle pays d'Argentan » du diocèse de Séez.

### Médias
Le principal quotidien régional est Ouest-France et l'hebdomadaire régional est le Journal de l'Orne.

## Économie

### Activités hors agriculture
94 établissements sont implantés  à Trun au 31 décembre 2020. Le tableau ci-dessous en détaille le nombre par secteur d'activité et compare les ratios avec ceux du département,.
| Secteur d'activité                                                                                        | Commune | Commune | Département |
| Secteur d'activité                                                                                        | Nombre  | %       | %           |
| --- | ------- | ------- | ----------- |
| Ensemble                                                                                                  | 94      |         |             |
| Industrie manufacturière, industries extractives et autres                                                | 13      | 13,8 %  | (9,9 %)     |
| Construction                                                                                              | 7       | 7,4 %   | (14,3 %)    |
| Commerce de gros et de détail, transports, hébergement et restauration                                    | 27      | 28,7 %  | (29,6 %)    |
| Activités financières et d'assurance                                                                      | 6       | 6,4 %   | (4,3 %)     |
| Activités immobilières                                                                                    | 4       | 4,3 %   | (4,2 %)     |
| Activités spécialisées, scientifiques et techniques et activités de services administratifs et de soutien | 13      | 13,8 %  | (14 %)      |
| Administration publique, enseignement, santé humaine et action sociale                                    | 16      | 17 %    | (11,9 %)    |
| Autres activités de services                                                                              | 8       | 8,5 %   | (9,8 %)     |

Le secteur du commerce de gros et de détail, des transports, de l'hébergement et de la restauration est prépondérant sur la commune puisqu'il représente 28,7 % du nombre total d'établissements de la commune (27 sur les 94 entreprises implantées  à Trun), contre 29,6 % au niveau départemental.

#### Zones d'activités
La commune possède deux zones d'activités sur l'ensemble de son territoire situées à proximité de l'axe Trun-Falaise :
- La zone d'activité du chemin de la Porte est une zone privée, desservie à partir de la rue des Ponts Chalôts, qui concentre une seule activité sur une superficie de 3 hectares totalement occupée.
- La zone d'activité route de Falaise, sur laquelle les implantations se sont développées dans un premier temps en linéaire le long de la route départementale.

#### Entreprises
L’entreprise Heller-Joustra, fabricant de jouets et de maquettes, fondée en 1957 et installée à Trun depuis 1963 était une entreprise emblématique de la commune. Placée en liquidation judiciaire, elle est reprise en 2016 par le géant des fournitures scolaires Maped avant que celui-ci n’annonce un plan de licenciement, au printemps 2018. La communauté de communes  Argentan Intercom, achète alors les bâtiments de l’entreprise en 2014 et annonce, en septembre 2019, avoir conclu la vente de ces 9 000 m2 à l’industriel plasturgiste allemand Glow2be, distributeur de la marque Heller outre-Rhin , qui a également racheté les moules de fabrication. Les modèles réduits sont désormais fabriqués par la société Viplast, sous-traitante de Glow2be.
Dans le domaine agricole, les entreprises suivantes sont actives : les établissements Lepicard et Agrial (stockage de céréales), l'entreprise Douillet (machines agricoles) et Préfac Ouest (fabrication de mâts en béton et de mobilier urbain).

#### Commerces et services
L'activité commerciale est soutenue par de multiples commerces et services présents sur le territoire communal. La tradition marchande du bourg de Trun est très ancienne avec jadis la présence de trois halles et des foires importantes. Le marché composé de 10 exposants anime la place principale tous les jeudis matin. La tradition des foires annuelles se perpétue avec la foire de printemps en avril qui rassemble 2 000 personnes et celles aux oignons en septembre avec 5 000 personnes. Ces foires sont organisées par l'union commerciale.
En 2024, les artisans et commerces suivants sont présents sur la commune :
- Boulangeries (2), Boucheries (2), Carrefour Contact, Coiffeurs (3), Salon d'esthétique, Magasin de chaussures, pizzeria, magasin de vêtements féminins d'occasion et de bijoux[49].
- Garage automobile (1), Plombiers (2), entreprise de terrassement[50].

Pour leurs achats à l'extérieur, les habitants de la commune se rendent principalement sur Argentan Caen et Falaise.

### Agriculture

#### Situation en 2020
La commune est dans les « plaines d'Alençon et d'Argentan », une petite région agricole dans le département de l'Orne. En 2020, l'orientation technico-économique de l'agriculture  sur la commune est l'élevage de bovins, pour la viande. Huit exploitations agricoles ayant leur siège dans la commune sont dénombrées lors du recensement agricole de 2020 (18 en 1988). La superficie agricole utilisée est de 339 ha,,, soit 37 % du territoire communal..

#### Évolution entre 1988 et 2020
|               | 1988 | 2000 | 2010 | 2020 |
| ------------- | ---- | ---- | ---- | ---- |
| Exploitations | 18   | 10   | 11   | 8    |
| SAU (ha)      | 650  | 458  | 362  | 339  |

Le nombre d'exploitations agricoles en activité et ayant leur siège dans la commune est passé de 18 lors du recensement agricole de 1988  à 10 en 2000 puis à 11 en 2010 et enfin à 8 en 2020, soit une baisse de 56 % en 32 ans. Le même mouvement est observé à l'échelle du département qui a perdu pendant cette période 66 % de ses exploitations,. La surface agricole utilisée sur la commune a également diminué, passant de 650 ha en 1988 à 339 ha en 2020. Parallèlement la surface agricole utilisée moyenne par exploitation a augmenté, passant de 36 à 42 ha.

#### Appellations d'origine contrôlée
La commune de Trun est concernée par des appellations d'origine contrôlée laitières. En effet, l'appellation d'origine contrôlée pour le Pont-l'évêque a été reconnue en 1972 et l'AOC « Camembert de Normandie » date de 1983.

## Culture locale et patrimoine

### Lieux et monuments
- Église Saint-Pierre-et-Saint-Paul reconstruite au début des années 1820 à l'emplacement de celle qui, laissée à l'abandon après la Révolution, avait fini par s'écrouler. Le clocher est construit sur un dolmen. Il a été restauré par les Templiers au XIIe siècle[57].
- Monument aux morts (1921). Le Poilu a été fondu par Gustave Leblanc-Barbedienne sur un modèle sculpté par Michel Léonard Béguine. L'inauguration a eu lieu le dimanche 11 septembre 1921[58].
- La mairie date de la Reconstruction. La précédente mairie, construite en 1903, a été détruite lors des bombardements d'août 1944[59].
- Le champ de foire sur lequel se trouve l'ancienne école de garçons construite dans les années 1850[60].
- La maison de retraite, actuellement EHPAD Pierre-Wadier, est toujours à l'emplacement où les bourgeois de Trun ont créé un hôtel-Dieu vers 1180[61].
- La médiathèque Stéphane Hessel[62].Le garage Delaunay[63],[64].
- L'école de musique installée dans l'ancienne gare[65] de la Ligne de Carrouges à Trun.

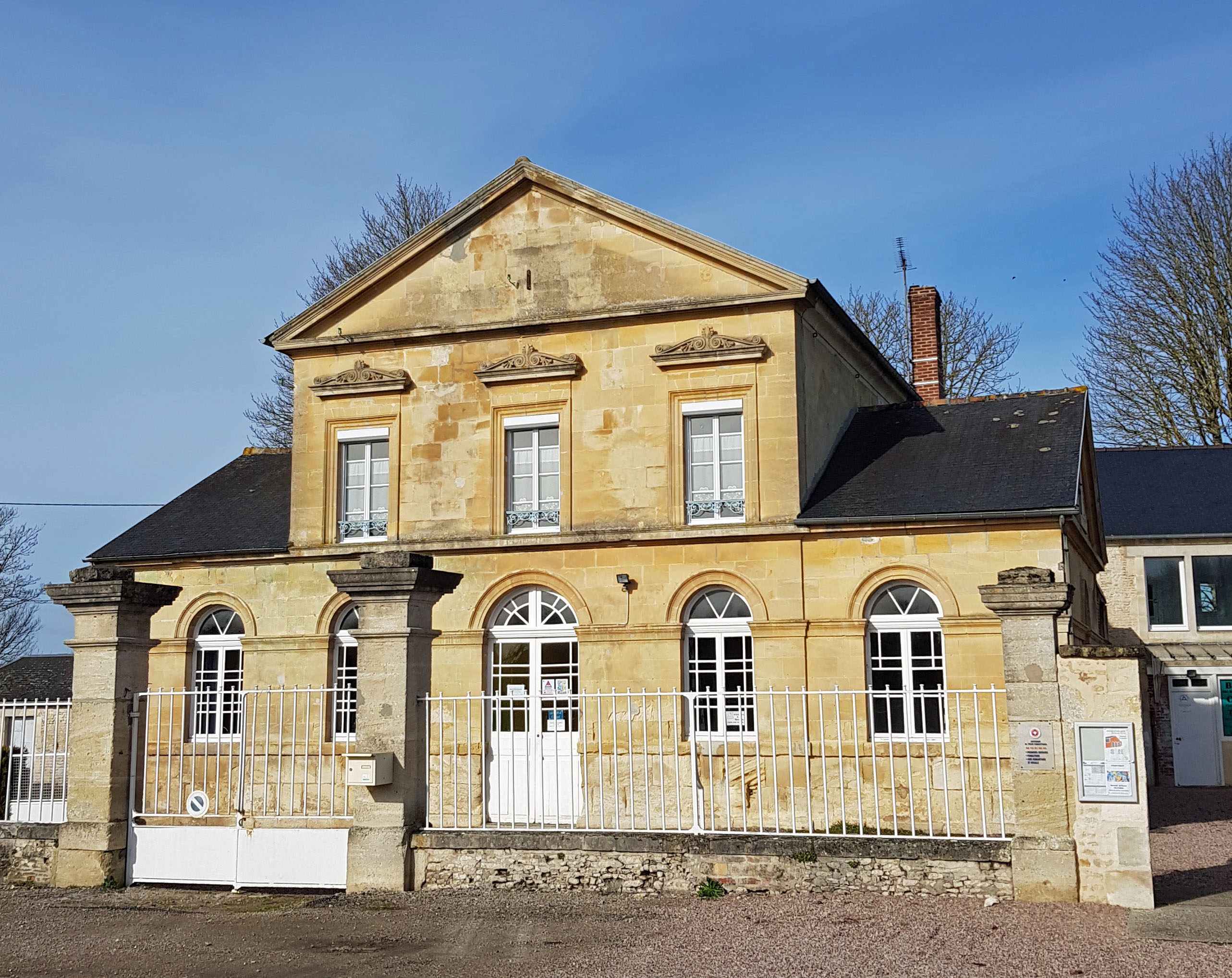
L'ancienne école et pensionnat de garçons au champ de foire.
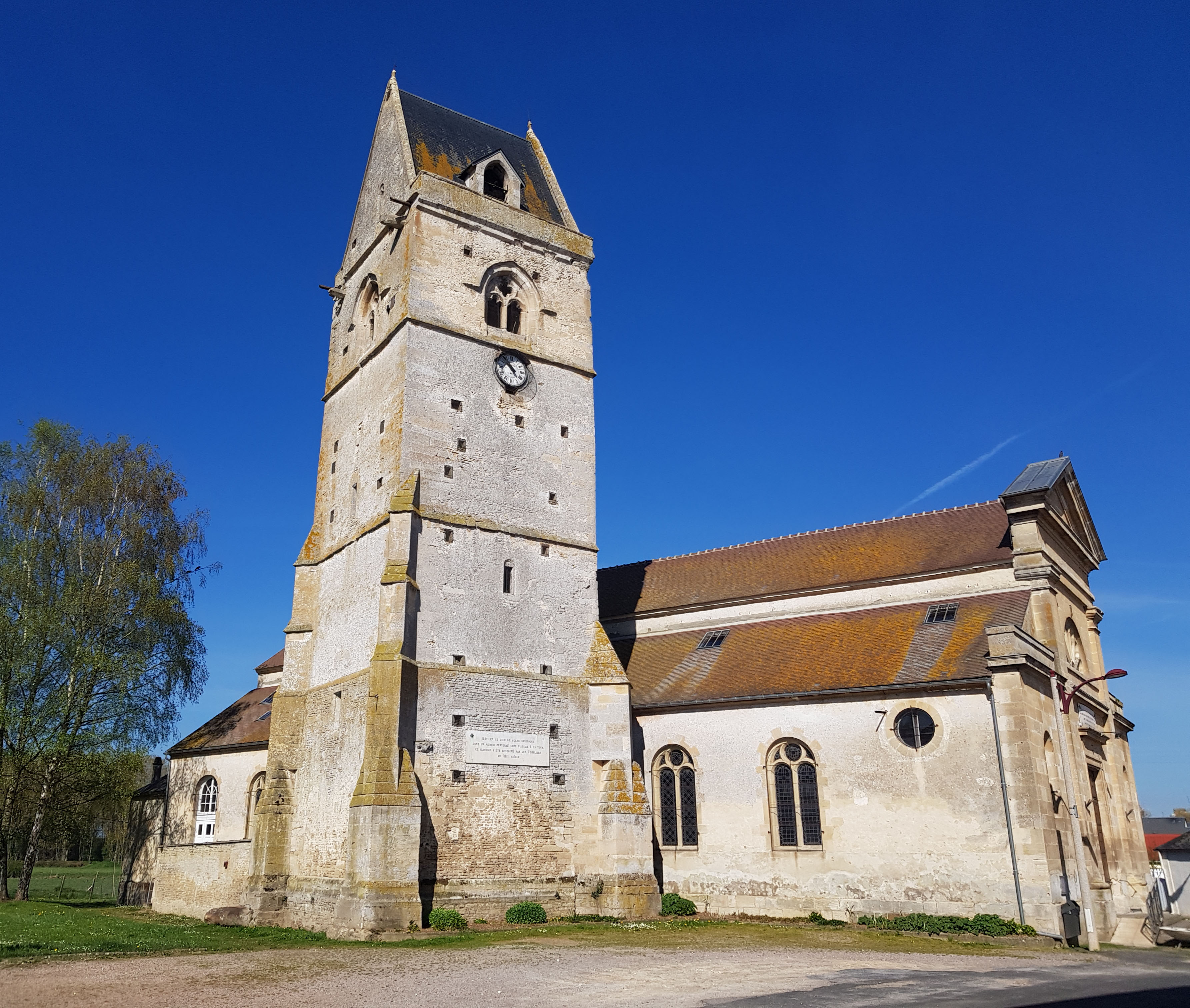
L'église Saint-Pierre-et-Saint-Paul.
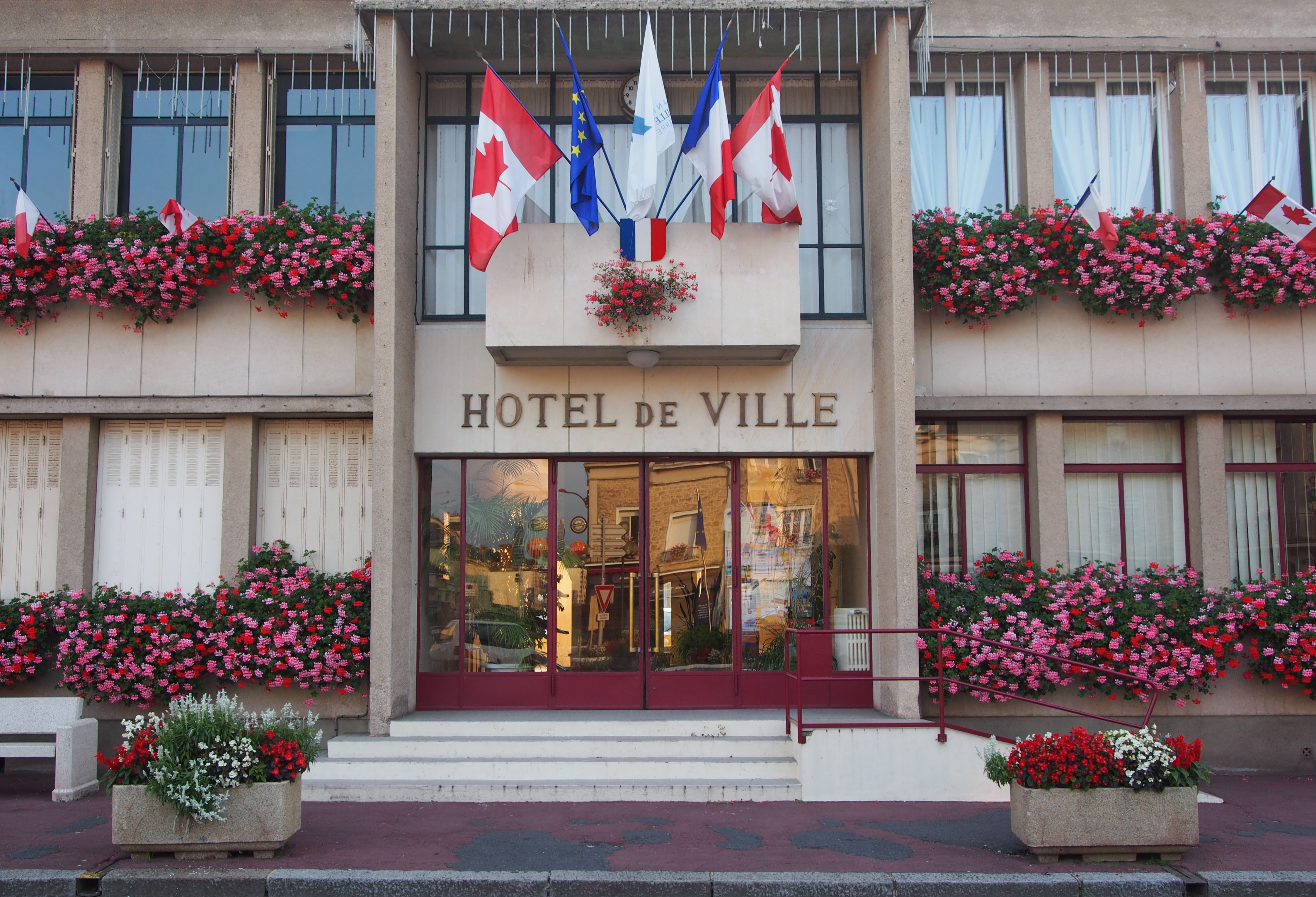
La mairie.
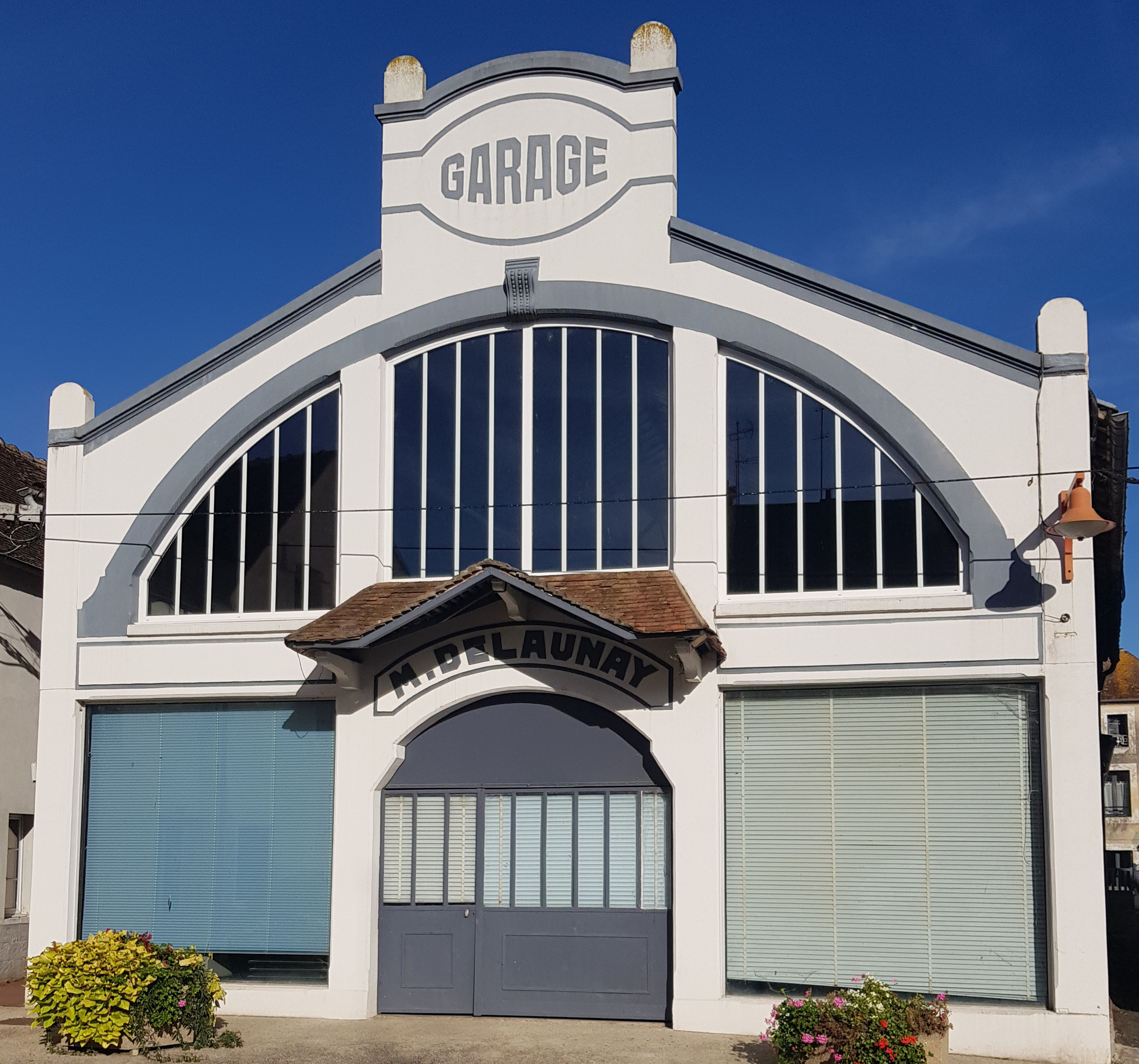
Le garage Delaunay.

### Personnalités liées à la commune
Plusieurs personnalité nées ou ayant vécu à Trun ont acquis une notoriété nationale ou régionale.
Pierre Crestey (1622 -1703), né à Trun, est une personnalité catholique de la Manche. Curé de Barenton à partir de 1678, il bannit de nombreuses fêtes profanes, y compris les foires et marchés. En revanche, il  fonde dans sa paroisse la communauté des Augustines, une école de filles, un collège et, le 29 octobre 1692, un hôpital, avec l'appui de son ami et ancien condisciple, l'évêque Pierre-Daniel Huet. C'est probablement sur l'avis de Pierre Crestey que Pierre Daniel Huet réunit le prieuré de Moutons (en Saint-Clément) à l'abbaye Sainte-Anne d'Avranches
,,. Une rue de Barenton est dédiée à Pierre Crestey, rue où d'ailleurs se trouve la mairie.
Jacques François Alexis Got (1763-1846), né à Trun, est un homme politique. Il a exercé deux mandats de député de l’Orne : au Conseil des Cinq-Cents, du 13 avril 1798 au 26 décembre 1799, et pendant les Cent-Jours du 14 mai au 13 juillet 1815.
Gaspard Auguste Got (1766-1838), né à Trun, est un homme politique. Il a été député de la Seine du 17 mai 1822 au 24 décembre 1823,.
Plusieurs personnes nées à Trun se sont illustrées pendant la Seconde guerre mondiale. Pierre Billaux (1925-2018) est un résistant français, déporté qui a reçu l’insigne de chevalier de la Légion d'honneur en 2015. Une rue de Trun porte son nom. Louis Guéné (1913-1944), membre du mouvement Vengeance, est exécuté sommairement le 26 juin 1944 à Tournai-sur-Dive (Orne). Une rue de trun porte son nom. Jean Clérambault est un vétéran de la Seconde Guerre mondiale. En 1990, il reçoit la médaille militaire des mains du général Bigeard puis est fait Chevalier de l’ordre national du mérite en 2001. En 2014, il est décoré de la médaille d’or de la ville de Trun.

### Héraldique

Le logo

| Blason de Trun (Orne) | Blason  | De gueules aux deux lions d'or. |
| Blason de Trun (Orne) | Détails |                                 |

## Pour approfondir